# Standlake
Standlake est un village de 1 497 habitants dans l’Oxfordshire en Angleterre.